# The Rockford Files
The Rockford Files és una sèrie de televisió estatunidenca protagonitzada per James Garner. A Espanya es va titular Els casos de Rockford.

## Argument
La sèrie va ser creada per Roy Huggins i Stephen J. Cannell. Huggins havia creat el programa de televisió Maverick (1957-1962), protagonitzat per James Garner, i volia intentar recuperar aquella màgia en una sèrie "moderna" de detectius. Es va associar amb Cannell, que havia escrit per a les produccions de Jack Webb: Adam-12 i Chase (1973-74, NBC), per crear Rockford. El programa va ser acreditat com a "Una producció Art públic/Roy Huggins", juntament amb Universal Studios i en associació amb Produccions Cherokee. Cherokee era el nom de l'empresa pròpia de Garner.

## Repartiment
- James Garner: Jim Rockford
- Noah Beery, Jr.: Joseph Rockford
- Stuart Margolin: Angel